# ATC R – Légzőrendszer
Az ATC R – Légzőrendszer a gyógyszerek anatómiai, gyógyászati és kémiai osztályozási rendszerének (ATC) egyik fő csoportja.
| ATC R   | Légzőrendszer                            |
| ------- | ---------------------------------------- |
| ATC R01 | Nazális gyógyszerkészítmények            |
| ATC R02 | Gégészeti gyógyszerkészítmények          |
| ATC R03 | Obstruktív légúti betegségek gyógyszerei |
| ATC R05 | Köhögés és meghűlés gyógyszerei          |
| ATC R06 | Szisztémás antihisztaminok               |
| ATC R07 | Egyéb légzőrendszerre ható készítmények  |